# 클레오파트라 (1970년 영화)
클레오파트라(Cleopatra: Queen Of Sex)는 일본에서 제작된 데즈카 오자무, 야마모토 에이이치 감독의 1970년 애니메이션, 코미디, 드라마, SF 영화이다. 하츠이 코토에 등이 주연으로 출연하였다.

## 출연

### 주연
- 하츠이 코토에

### 조연
- 노자와 나치
- 하나 하지메
- 나베 오사미
- 요시무라 지츠코